# Andy Allen
Andrew „Andy“ Allen (* 4. September 1974 in Liverpool) ist ein ehemaliger englischer Fußballspieler.
Allen gehörte in der Saison 1991/92 als Trainee zum Kader des Drittligisten Chester City. Bei einem Auswärtsspiel bei Hull City (Endstand 0:1) im November 1991 kam er unter Trainer Harry McNally als Einwechselspieler für Neil Morton zu seinem einzigen Pflichtspieleinsatz. Allen gehörte auch zu Beginn der Folgesaison als Trainee zum Aufgebot von Chester City. Noch im Jahr 1992 soll er sich dem in der Northern Premier League aktiven Klub Colwyn Bay FC angeschlossen haben.